# Distretto di Chom Thong
Chom Thong (in thai จอมทอง) è un distretto (Amphoe) situato nella parte sud della Provincia di Chiang Mai, in Thailandia.

## Storia
Secondo la leggenda di Wat Phra That Si Chom Thong Worawihan, il tempio sopracitato si trovava su una piccola collina che sembra una colonia di termiti (in thai chom pluak). La collina è ricoperta dalla foresta composta da Thong Kwao (Butea monosperma) e Thong Lang (Erythrina variegata). Di conseguenza la gente del popolo la chiamò collina Chom Thong.
Dopo che buddha entrò nel Parinirvāṇa, Re Ashoka visitò la collina per collocarci le reliquie del Buddha. Un tempio fu costruito sulla collina e venne nominato Wat Phra That Chom Thong nel 1451. Successivamente il tempio fu trasformato in tempio reale e nello stesso tempo ribattezzato Wat Phra That Si Chom Thong Worawihan.
Nel 1900 il governo ha creato un distretto nella zona del tempio, chiamandolo Chom Thong, seguendo la leggenda.

## Geografia
I distretti confinanti sono Hot, Mae Chaem, Mae Wang, Doi Lo, Wiang Nong Long e Ban Hong. 
Nella regione del distretto c'è un fiume importante, il Ping.
Il Parco Nazionale di Doi Inthanon è nel distretto.

## Amministrazione
Il distretto di Chom Thong è diviso in 6 sotto-distretti (Tambon), che a loro volta sono divisi in 103 villaggi (Muban).
| n° | Nome                | Villaggi | Abitanti |
| -- | ------------------- | -------- | -------- |
| 3  | Ban Luang (บ้านหลวง) | 23       | 16.550   |
| 4  | Khuang Pao (ข่วงเปา) | 15       | 10.833   |
| 5  | Sop Tia (สบเตี๊ยะ)    | 21       | 12.407   |
| 6  | Ban Pae (บ้านแปะ)    | 20       | 12.042   |
| 7  | Doi Kaeo (ดอยแก้ว)   | 9        | 5.459    |
| 9  | Mae Soi (แม่เหียะ)    | 15       | 9.062    |

I sotto-distretti mancanti sono diventati Tambon nel distretto di Doi Lo.